# جوایز فب

لوگوی جوایز فَـب

جوایز فَـب (انگلیسی: The FAB Awards) جوایزی بین‌المللی است که به غذاها و نوشیدنی‌ها اختصاص دارد.
برخی برندهایی که تا کنون برندهٔ این جایزه شده‌اند، مک‌دونالد، کوکا کولا، هِـینیکن، اسکیتلز، دی‌دی‌بی، مک‌کن، لندور و آرلا فودز هستند.

## دسته‌بندی‌ها
موارد زیر گروه‌ها و شاخه‌ای گوناگونی است که جایزه به آنها تعلق می‌گیرد: